# Bistum Nkayi
Das Bistum Nkayi (lateinisch Dioecesis Nkayiensis, französisch Diocèse de Nkayi) ist eine in der Republik Kongo gelegene römisch-katholische Diözese mit Sitz in Nkayi. 

## Geschichte
Das Bistum Nkayi wurde am 5. Dezember 1983 durch Papst Johannes Paul II. mit der Apostolischen Konstitution Quandoquidem Christi aus Gebietsabtretungen des Bistums Pointe-Noire errichtet und dem Erzbistum Brazzaville als Suffraganbistum unterstellt. Es bestand aus den Departements Niari, Lékoumou, und Bouenza.
Am 24. Mai 2013 wurde das Departement Niari ausgegliedert und auf dessen Gebiet das neue Bistum Dolisie gegründet. Das Bistum Nkayi besteht somit nun aus den Departements Bouenza und Lékoumou.
Am 30. Mai 2020 unterstellte Papst Franziskus das Bistum Nkayi dem Erzbistum Pointe-Noire als Suffragan.

## Bischöfe von Nkayi
- Ernest Kombo SJ, 1983–1990, dann Bischof von Owando
- Bernard Nsayi, 1990–2001
- Daniel Mizonzo, seit 2001

## Statistik
| Jahr | Bevölkerung | Bevölkerung | Bevölkerung | Priester     | Priester         | Priester       | Priester               | Ständige Diakone | Ordensleute  | Ordensleute      | Pfarreien |
| Jahr | Katholiken  | Einwohner   | %           | Gesamtanzahl | Diözesanpriester | Ordenspriester | Katholiken je Priester | Ständige Diakone | Ordensbrüder | Ordensschwestern | Pfarreien |
| ---- | ----------- | ----------- | ----------- | ------------ | ---------------- | -------------- | ---------------------- | ---------------- | ------------ | ---------------- | --------- |
| 1990 | 145.972     | 414.415     | 35,2        | 40           | 20               | 20             | 3.649                  |                  | 26           | 47               | 18        |
| 1997 | 257.083     | 485.843     | 52,9        | 57           | 42               | 15             | 4.510                  |                  | 30           | 65               | 19        |
| 2001 | 192.216     | 468.696     | 41,0        | 45           | 42               | 3              | 4.271                  |                  | 7            | 25               | 18        |
| 2002 | 193.216     | 478.696     | 40,4        | 46           | 42               | 4              | 4.200                  |                  | 7            | 25               | 18        |
| 2003 | 300.500     | 485.843     | 61,9        | 49           | 46               | 3              | 6.132                  |                  | 4            | 25               | 18        |
| 2004 | 250.000     | 490.000     | 51,0        | 41           | 39               | 2              | 6.097                  |                  | 4            | 23               | 17        |
| 2012 | 317.370     | 583.000     | 54,4        | 61           | 56               | 5              | 5.202                  |                  | 10           | 32               | 27        |